# San Lupo (Italia)
San Lupo è un comune italiano di 677 abitanti della provincia di Benevento in Campania.

## Geografia fisica
La sua escursione altimetrica è pari a 774 m s.l.m. con un'altitudine minima di 121 ed una massima di 895 m s.l.m.

## Storia
Deve l'origine del suo nome al vescovo francese San Lupo di Troyes, molto probabilmente per essere stato in possesso dell'antica abbazia dei Santi Lupolo e Zosimo, già esistente a Benevento nell'837.
Sotto i Normanni divenne feudo demaniale ma con gli Svevi tornò alla suddetta abbazia, quindi passò al Capitolo Metropolitano di Benevento, sotto la giurisdizione episcopale di un Vicario Capitolare.
Successivamente divenne possedimento dei Caracciolo e, nel 1506, della famiglia Carafa che lo tenne fino alla abolizione della feudalità avvenuta nel 1806.
Il terremoto del 5 giugno 1688 distrusse il paese che venne subito ricostruito.
Nel quadriennio 1743-46 il suo territorio fu soggetto alla competenza territoriale del regio consolato di commercio di Ariano, nell'ambito della provincia di Principato Ultra cui appartenne per secoli fino al 1811.

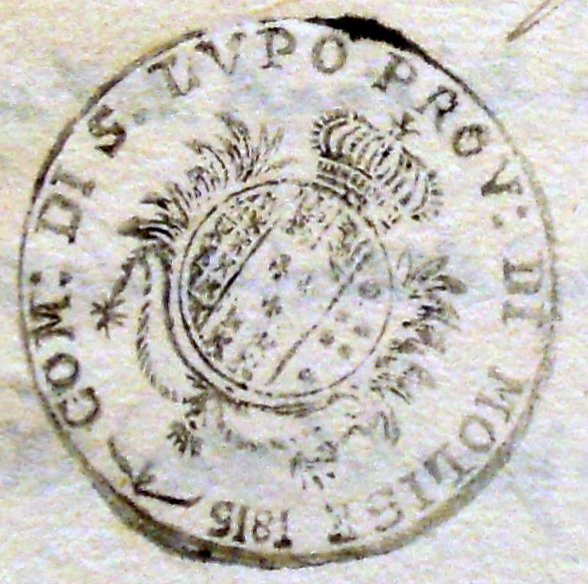
Timbro del Comune di San Lupo del 1815, all'epoca in cui il paese era parte della Provincia di Molise

Aggregato poi al circondario di Pontelandolfo nel distretto di Campobasso della provincia di Molise, divenne nel 1861 parte del mandamento di Pontelandolfo nel circondario di Cerreto Sannita nell'ambito della neonata provincia di Benevento.

## Monumenti e luoghi d'interesse

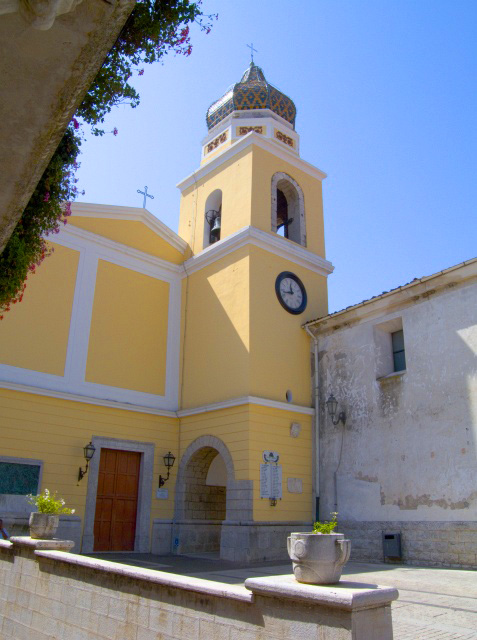
Chiesa di San Giovanni Battista

- Centro storico: caratterizzato da strette viuzze spesso inquadrate da archi e pontili. Di notevole interesse sono i portali in pietra di alcune architetture civili, realizzati da scalpellini locali.
- Chiesa di San Giovanni Battista: è la chiesa maggiore del paese. L'interno conserva la statua a mezzo di busto di San Lupo, realizzata dallo scultore Giacomo Colombo nel 1708. Il campanile è sormontato da un cupolino con embrici maiolicati gialli e verdi.

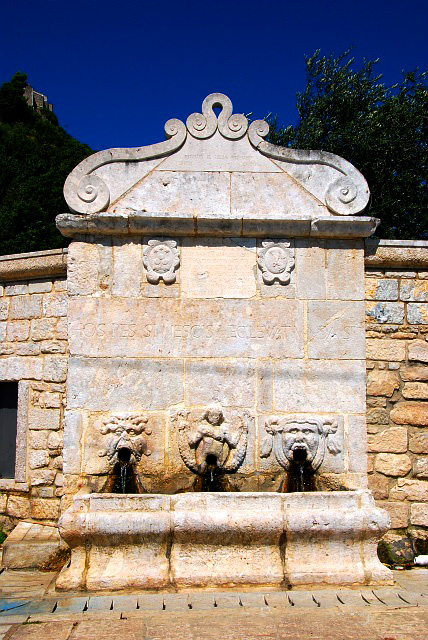
Fontana Sant'Angelo

- Fontana Sant'Angelo: realizzata nel 1614 in pietra locale, è dotata di tre getti d'acqua intervallati da mascheroni e da una figura femminile. Nel frontone della fontana sono siti due stemmi e delle scritte in latino che invitano i pellegrini a dissetarsi. La fontana è sita nel luogo dove sorgeva un monastero benedettino.
- Palazzo Iacobelli: di fattura settecentesca, ha ospitato Ferdinando II delle Due Sicilie, ospitato dal controverso imprenditore Achille Iacobelli.

Altri siti di interesse sono la fontana Capodaqua, la Cappella De Giorgio (tomba cimiteriale neoclassica) e la chiesa dell'Annunziata (XVII secolo).
Il Cimitero viene definito il luogo più interessante del paese.

## Società

### Evoluzione demografica
Abitanti censiti

## Cultura

### Eventi
La festa patronale di San Lupo si tiene dal 27 luglio al 29 luglio.

### Il torrente delle Janare
La provincia di Benevento è famosa come la "terra delle Streghe e delle Janare", che secondo la leggenda si riunivano nei pressi di un noce per i loro riti sabbatici.
A San Lupo si trova il torrente delle Janare, attraversato da un ponte in pietra, detto "Ponte delle Janare". Vi si raccontano ancora leggende del medioevo.
Secondo una leggenda nel torrente, dopo una notte di sfrenati riti sabbatici, fu rinvenuta una neonata che recuperata fu adottata da una coppia che non aveva figli. Divenuta signorina, nel pascolare il suo gregge, fu oggetto di attenzione da un maturo signore, proveniente dal vicino castello di Limata. Questi però, rifiutato dalla fanciulla, sparse la voce di averla veduta compiere pratiche demoniache, provocando in tal modo la reazione del popolo che la congiurò, gettandola dal Ponte delle Streghe. Il corpo non fu mai ritrovato, trascinato da un vortice nelle profondità. Qualche tempo dopo l'accaduto, molti giurarono di aver visto una ragazza nuda danzare sulle rocce del torrente e tuffarsi nel momento in cui qualcuno avesse tentato di avvicinarla. Tanti anni dopo, un giovanetto discendente dalla famiglia dell'anziano signore di Limata fu attratto da quella apparizione e, una notte vedendo la ragazza tuffarsi, la seguì ed il suo corpo non fu mai ritrovato.

## Economia
Fa parte della Regione Agraria n. 4 - Colline del Calore Irpino inferiore. Ha una superficie agricola utilizzata di ettari (ha) 370,81 (dato aggiornato all'anno 2000) (Camera di Commercio di Benevento, dati e cifre, maggio 2007)

## Amministrazione

### Altre informazioni amministrative
Fa parte della Comunità montana Titerno e Alto Tammaro.

## Galleria d'immagini

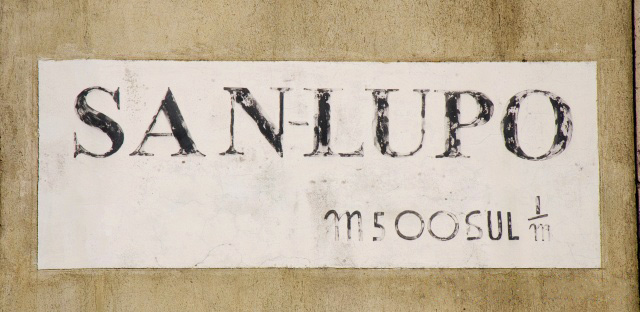
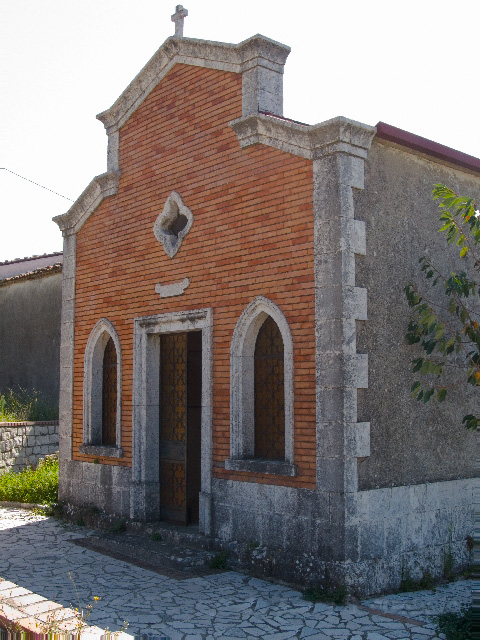